# Prolactine
Prolactine is een hormoon dat aangemaakt wordt in de voorkwab van de hypofyse, de adenohypofyse. Het is voor het eerst geïsoleerd door Oscar Riddle uit de hypofyse van runderen en blijkt bij de mens vooral een stimulerende werking op het borstklierweefsel te hebben (melkproductie). De afgifte van prolactine staat onder controle van de hypothalamus door de remmende werking van dopamine.

## Functies

### Melkproductie
Riddle ontdekte dat het hormoon zoogdieren aanzet tot melkproductie en noemde het daarom prolactine. Wanneer een baby borstvoeding krijgt, stimuleert hij/zij de zenuwuiteinden in de tepelhof waardoor de aanmaak van prolactine wordt getriggerd. Naarmate de borst verder wordt geleegd verdwijnt meer FIL (feedback inhibitor of lactation), waardoor de aanwezige prolactine meer kans krijgt om de melkaanmaak te stimuleren. Deze reflex kan soms gebruikt worden of manifesteert zich bij heropstarten van borstvoeding of zelfs bij adoptie.
Soms hebben pasgeboren baby's een melkachtige afscheiding bij de tepels: zogenaamde heksenmelk. Dit wordt veroorzaakt door de prolactine die zij vlak voor de geboorte van de moeder hebben meegekregen.
Naast deze tepelstimulatie zal door slaap, zwangerschap, coïtus, inspanning en stress de prolactinespiegel eveneens stijgen.

### Diverse functies
Prolactine verzorgt meer functies dan alleen het reguleren van de melkproductie. Zo heeft prolactine invloed op de water- en zouthuishouding o.a. bij visachtigen, de migratie van bijvoorbeeld vogels en broedzorg bij vissen en vogels. Deze uiteenlopende effecten kunnen tegelijk in hetzelfde organisme plaatsvinden, en zijn niet, zoals in eerste instantie vermoed werd, allemaal direct gerelateerd aan de voortplanting.
Prolactine heeft een ovulatieremmende werking. Bij de mens is de (overigens niet zeer betrouwbare) anticonceptiemethode van Lactationele Amenorrhea (LAM) hierop gebaseerd.
Men heeft ook ontdekt dat bij jonge kinderen prolactine wordt afgescheiden in de 4e fase van de non-remslaap (de diepe slaap oftewel trage-golf-slaap). De reden en de gevolgen van deze afscheiding zijn nog onduidelijk.

### Water- en zouthuishouding
Vooral bij zoetwatervissen speelt prolactine een belangrijke rol in de water- en zouthuishouding. Omdat zoetwatervissen een zoutconcentratie hebben die vele malen hoger is dan die van het water dat hen omringt, en daarnaast vissen ademhalen door kieuwen waarbij het bloed slechts van het water is gescheiden door een zeer dunne huidwand, moeten zoetwatervissen wel een systeem gebruiken om hun zoutconcentratie op peil te houden. Dit kan doordat de doorlaatbaarheid van die dunne huid gereguleerd kan worden. Dit gaat onder meer door de vorming van een slijmlaag. Het is aangetoond dat wanneer de hypofyse, waar de prolactine wordt geproduceerd, wordt weggehaald bij de vissen, zij al snel sterven doordat zij meer water opnemen, en hun ionenconcentratie snel afneemt. Wanneer echter prolactine wordt toegediend, wat vissen zelf normaliter in relatief grote hoeveelheden produceren, blijken ze toch te kunnen overleven in het zoete water.
Een soortgelijke werking is gevonden bij jongen van amfibieën, die in het water leven. Door de dikkere huid is deze functie van prolactine beperkt bij volgroeide amfibieën en andere dieren. Bij zoogdieren wordt deze functie bijna alleen nog teruggevonden bij embryo's.

### Migratie
In 1971 publiceerde Albert Meier, een Amerikaans onderzoeker, de bevinding dat toediening van prolactine leidt tot gedrag dat lijkt op het gedrag dat dieren vertonen als ze op trek willen gaan. Meier ontdekte verder dat de toediening van prolactine verstrekkende gevolgen heeft, maar dat niet zozeer de hoeveelheid maar vooral het tijdstip van de dag van invloed is op het gedrag. Dit gaat zelfs zover, dat de richting waarin vogels willen trekken na toediening van prolactine wordt beïnvloed door het tijdstip van toediening.
Daarnaast is gebleken dat de concentratie prolactine een zeker golfpatroon volgt, en dat de fase van dit patroon, waarbij er eenmaal per dag een piek is, bepalend is voor het trekgedrag. Deze fase zou verschuiven met het jaargetijde. Op eenzelfde wijze wordt ook het trekgedrag van bepaalde vissoorten gereguleerd die van zout naar zoet water trekken om zich daar voort te planten. Het betreft dan niet zozeer een richting waar er een voorkeur voor is (zoals bij de vogels) maar meer een zoutconcentratie en het vetmetabolisme.

## Broedzorg
Zoals al eerder aangegeven is, heeft prolactine een invloed op de melkproductie bij zoogdieren. Maar bij vissen en zoogdieren heeft het hormoon, naast de trekdrang, ook invloed op de voortplanting. Vogels en vissen kennen namelijk broedzorg, en deze blijkt ook beïnvloed te worden door prolactine. Zo ontdekte Riddle dat inspuiten van prolactine bij duiven invloed heeft op de vorming van duivenmelk in de krop en andere verschijnselen die plaatsvinden na het uitkomen van de eieren, zelfs wanneer er geen voortplanting aan de orde is. Door de prolactineproductie te onderdrukken kunnen daarnaast vrouwen weer seksuele toenaderingen tentoonspreiden tot de mannen.

## Klinisch
Verhoogde prolactinewaarden worden over het algemeen gevonden bij het wegvallen van de dopamineproductie. Dit kan door een verminderde afgifte van de hypothalamus onder invloed van medicatie of door druk op de hypothalamus door bijvoorbeeld een tumor.
Daarnaast kunnen de hypofysecellen minder gevoelig worden voor dopamine. Een andere oorzaak is overproductie door een adenoom.
Men spreekt dan van een prolactinoom.
bijnieren · epifyse · hypofyse · ovaria · pancreas · schildklier · testes · thymus